# Nosferatu
Nosferatu (rodno ime Erwin van Kan) je nizozemski hardcore/gabber DJ i producent; rođen je 16. rujna 1973. u Den Haagu.
Nadimak Nosferatu je naziv projekta kojeg je Ruffneck koristio za ranija izdanja u izdavačkoj kući Ruffneck Records u suradnji s Fredom Hendersonom. Kasnije je korišten kao naziv projekta Patricka Van Kerckhovena i Erwina van Kana te ga kasnije koristi samo Erwin (prije toga je koristio nadimak DJ Mystic).
U ranim 90-ima počeo je eksperimentirati s glazbom koristeći magnetofon i improvizirani gramofon. Nakon što je kupio profesionalniju opremu za produkciju glazbe i kada je više puštao glazbu, imao je mogućnost objaviti svoju prvu ploču All That She Wants u izdavačkoj kući "Bunkör Beats".
Kada se kasnije pridružio tadašnjoj skupini Ruffneck, polako je gradio svoju djelatnost te je sada jedan od najpopularnijih i najuspješnih DJ-eva i producenata u Nizozemskoj.

## Vanjske poveznice
- Službena stranica
- Diskografija
- MySpace stranica